# Shanganagh Castle
 Shanganagh Castle (irisch Caisleán Sheangánaí) ist eine Burgruine in der Nähe der Mill Lane in Shankill, einem Vorort der irischen Hauptstadt Dublin und ein Landhaus am selben Ort.

## Geschichte
Im Jahre 1408 ließ die Familie Lawless die Burg erbauen. Bis 1763 lebten noch Nachfahren der Erbauer dort. 1783 wurde sie durch einen Brand zerstört. Heute sind nur noch vier ruinöse Mauern und ein Turm erhalten.
Ende des 18. Jahrhunderts wurde an der Grenze von Skanhill zum County Wicklow hin ein Landhaus gleichen Namens (Shanganagh House) inmitten ausgedehnter Ländereien errichtet. Das Haus diente in den Jahren 1969–2002 als offenes Gefängnis für Jugendliche.